# Havkraft
 Ikke at forveksle med Vandkraft.
Havenergi eller havkraft (også kaldet oceanenergi, oceankraft eller marin og hydrokinetisk energi) er en betegnelse for den vandkraft, der bæres af havbølger, tidevand, salinitet og temperaturforskelle i havet. Bevægelsen af vand i verdens have genererer store mængder kinetisk energi, og noget af denne energi kan udnyttes til at generere elektricitet til hjem, transport og industri.
Offshore-vindenergi er ikke en form for havkraft, da energien stammer fra vinden.
| Fysik | Spire Denne artikel om fysik er en spire som bør udbygges. Du er velkommen til at hjælpe Wikipedia ved at udvide den. |